# 香港の日本語教育
香港における日本語教育は1930年代に始まったと言われている。1941〜45年の日本軍政占領下においては、学校教育やラジオ、新聞を通して行われたが、終戦とともに日本語教育は行われなくなった。
1950年代以降、香港と日本の経済的関係が深まるにつれ民間学校において日本語が教えられるようになった。現在は毎年1万人を超える日本語能力試験応募者がおり約3万人の学習者がいる。